# RAB38
RAB38 (англ. RAB38, member RAS oncogene family) – білок, який кодується однойменним геном, розташованим у людей на короткому плечі 11-ї хромосоми. Довжина поліпептидного ланцюга білка становить 211 амінокислот, а молекулярна маса — 23 712.
| 10         |  | 20         |  | 30         |  | 40         |  | 50         |
| ---------- |  | ---------- |  | ---------- |  | ---------- |  | ---------- |
| MQAPHKEHLY |  | KLLVIGDLGV |  | GKTSIIKRYV |  | HQNFSSHYRA |  | TIGVDFALKV |
| LHWDPETVVR |  | LQLWDIAGQE |  | RFGNMTRVYY |  | REAMGAFIVF |  | DVTRPATFEA |
| VAKWKNDLDS |  | KLSLPNGKPV |  | SVVLLANKCD |  | QGKDVLMNNG |  | LKMDQFCKEH |
| GFVGWFETSA |  | KENINIDEAS |  | RCLVKHILAN |  | ECDLMESIEP |  | DVVKPHLTST |
| KVASCSGCAK |  | S          |  |            |  |            |  |            |

A: Аланін

C: Цистеїн

D: Аспарагінова кислота

E: Глутамінова кислота

F: Фенілаланін

G: Гліцин

H: Гістидин

I: Ізолейцин

K: Лізин

L: Лейцин

M: Метіонін

N: Аспарагін

P: Пролін

Q: Глутамін

R: Аргінін

S: Серин

T: Треонін

V: Валін

W: Триптофан

Задіяний у таких біологічних процесах, як транспорт, транспорт білків. 
Білок має сайт для зв'язування з нуклеотидами, ГТФ. 
Локалізований у клітинній мембрані, мембрані, цитоплазматичних везикулах.